# Jacob Epstein

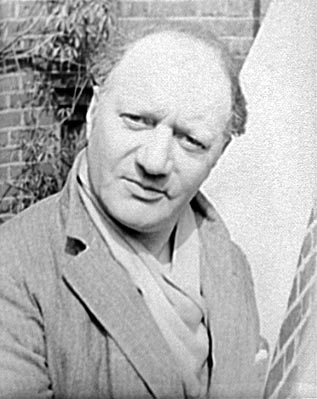
Jacob Epstein

Jacob Epstein (Nova Iorque, 10 de Novembro de 1880 — Londres, 19 de Agosto de 1959) foi um escultor inglês de origem russa.
Jacob Epstein nasceu em Nova Iorque nos Estados Unidos, foi para Paris em 1902 e fixou residência em Londres, Inglaterra em 1905. Durante a sua estada em Paris abordou a obra de Picasso, Brancusi, Rodin, Modigliani e outros artistas. O seu estilo caracteriza-se por uma acentuado realismo de grande expressividade. É o autor das esculturas em pedra e bronze do túmulo de Oscar Wilde (1919), de obras de tema religioso (Virgem com o Menino, 1952), Cavendish Square; Majestade de Cristo, 1957, Catedral de LLandaf, Londres e retratos (Einstein, Nehru, Bernard Shaw etc.)
Foi um dos artistas mais polêmicos de sua época. O modernismo ou a alegada obscenidade de sua obra muitas vezes ocasionaram violenta indignação.